# Братеевский каскадный парк
Брате́евский каска́дный парк (встречаются также названия Борисовские холмы на реке Москве, Братеевская набережная и Братеевский парк) — парк в Южном административном округе Москвы, в районах Братеево и Москворечье-Сабурово.
Расположен на правом берегу Москвы-реки. Назван так потому, что спускается с возвышенности, от улицы Борисовские пруды, к реке небольшими террасами — каскадами.

## История
В 1980 году в этих местах, на берегу реки Москвы, производилась выемка песка для нужд строительства микрорайонов Марьино, в результате чего образовался залив площадью около 8 га.
В 2001 году при прокладке Лефортовского тоннеля власти Москвы приняли решение использовать освобождавшийся грунт в количестве более 600 тыс. м³ для благоустройства Братеевской набережной.
Авторы проекта: А. Хомяков, Е. Семенова-Прозоровская, В. Тимофеев и др.
На засыпанной территории сформированы три холма, высажены лиственницы, березы, яблони, кустарники, а набережная была украшена гранитным камнем. В восточной (братеевской) части расположен небольшой пруд.
Парк был открыт осенью 2006 года.
Летом 2016 года было проведено благоустройство парка, в ходе которого были отремонтированы пешеходные зоны, уложены новые газоны, обустроено несколько детских и спортивных площадок.
В феврале 2022 года по названию парка была переименована автоусная остановка «Водномоторный клуб» в «Каскадный парк».

## События
Начиная с 2006 года, в парке ежегодно проводится гражданско-патриотическая игра «Зарница».
- 23−24 июля 2016 года в Братеевском каскадном парке впервые проводился II Международный фестиваль фейейверков «Ростех», посвящённый теме кино[10][11].
- 19−20 августа 2017 года здесь же проходил III Международный фестиваль фейерверков, посвящённый 870-летию города, в котором приняли участие команды из России, Австрии, Армении, Бразилии, Китая, Румынии, Хорватии, Японии[12].
- 18−19 августа 2018 года состоялся IV Международный фестиваль фейерверков, в котором приняли участие команды из Австрии, Болгарии, США, Италии, Греции, Андорры, Словакии и Великобритании[13].

## Фотогалерея

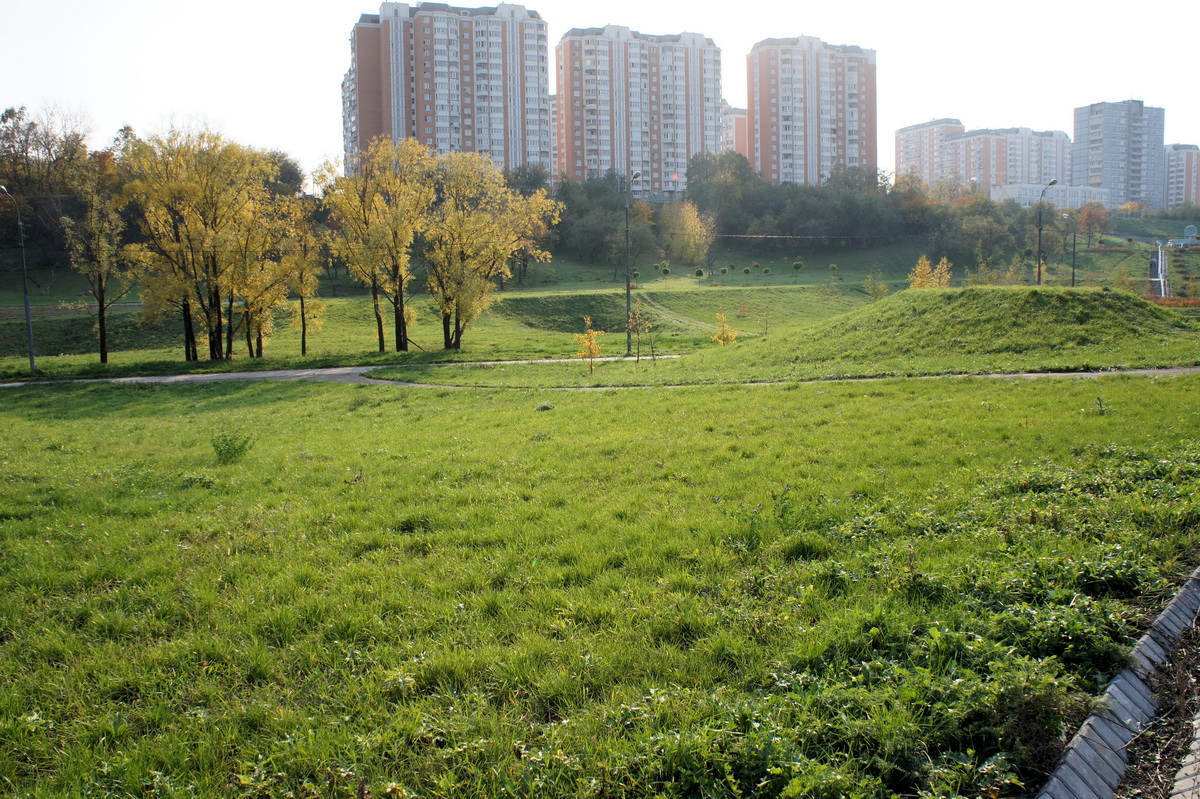
Парк до благоустройства (октябрь 2011)
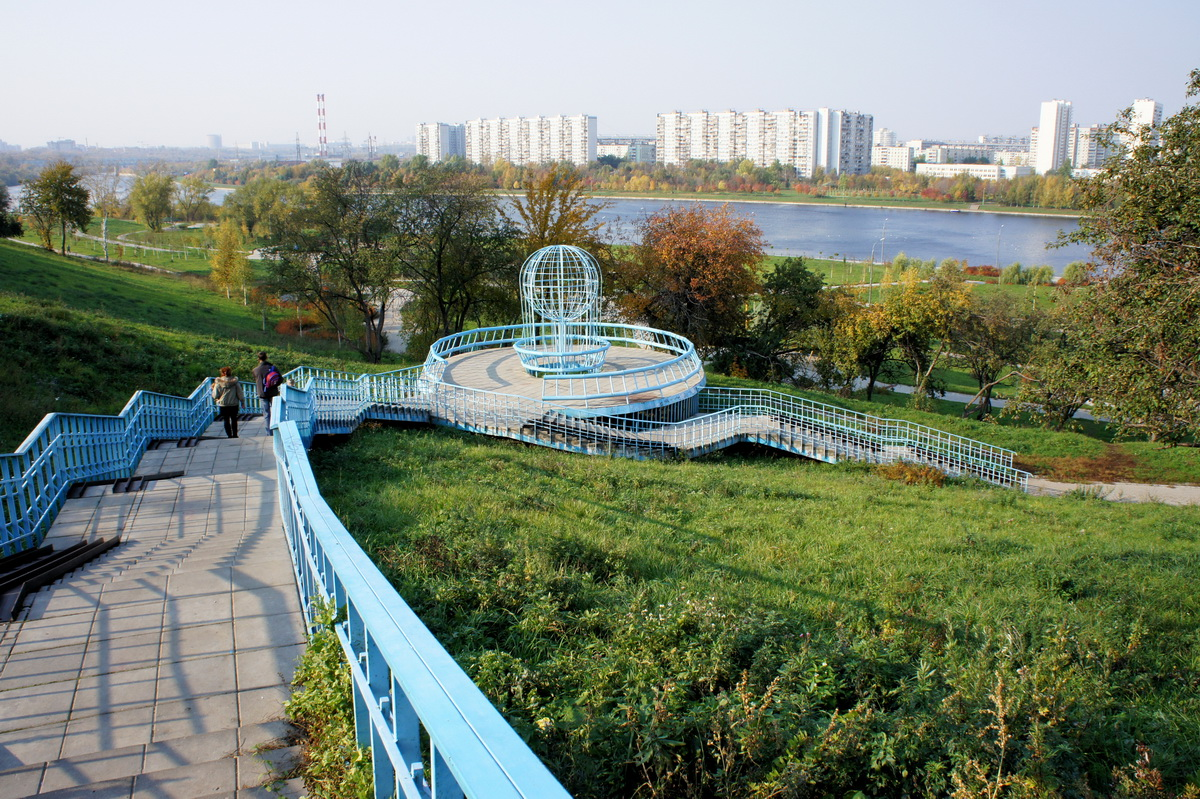
Каскады в западной (сабуровской) части
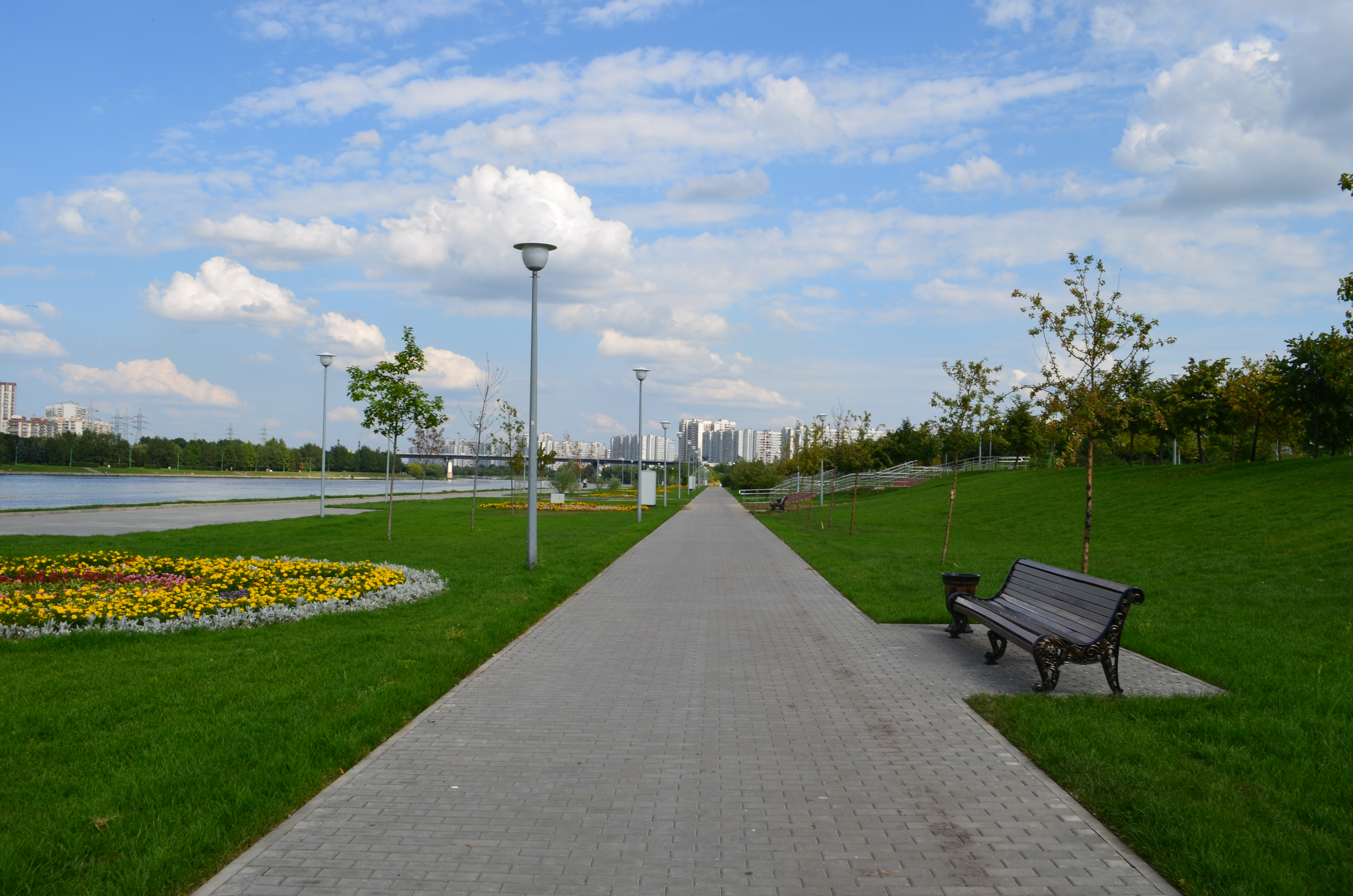
Велодорожка в восточной части
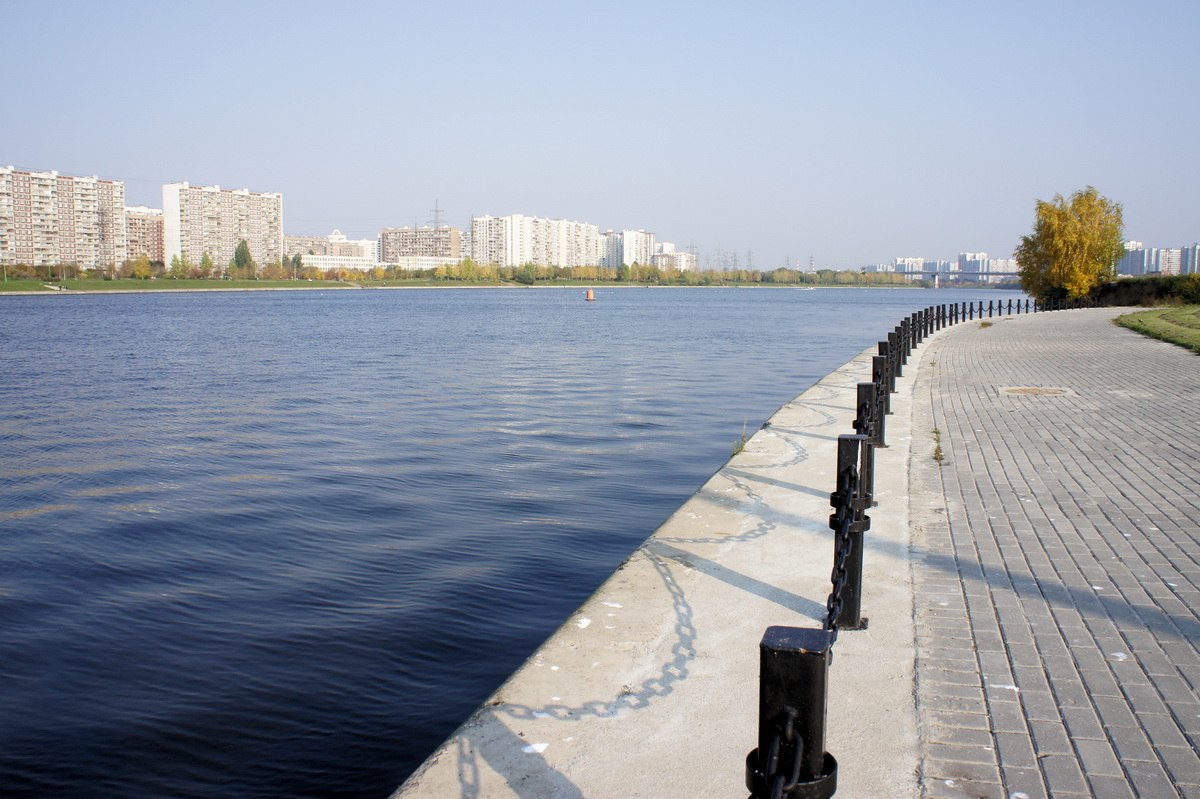
Набережная в парке
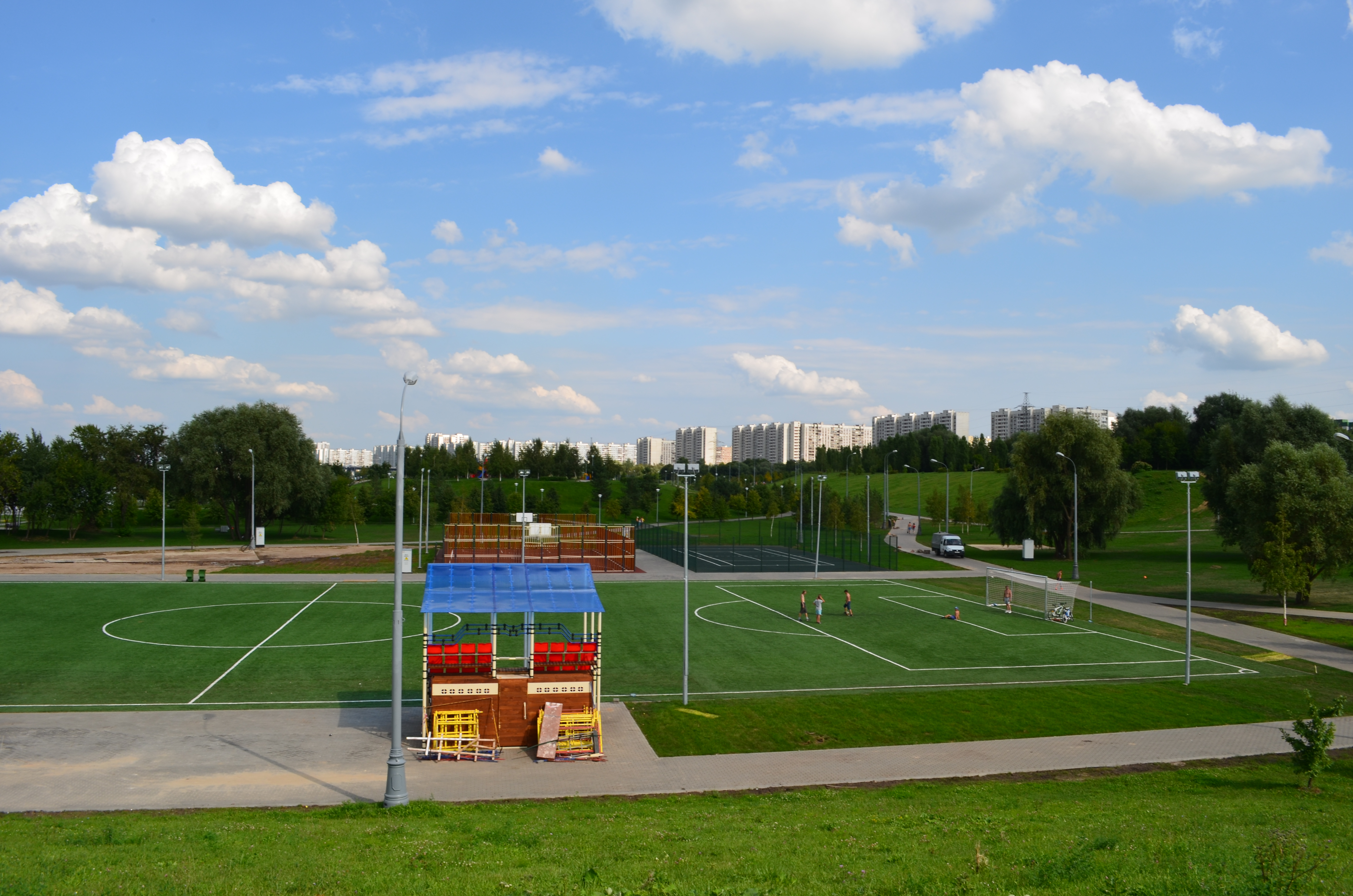
Небольшое футбольное поле
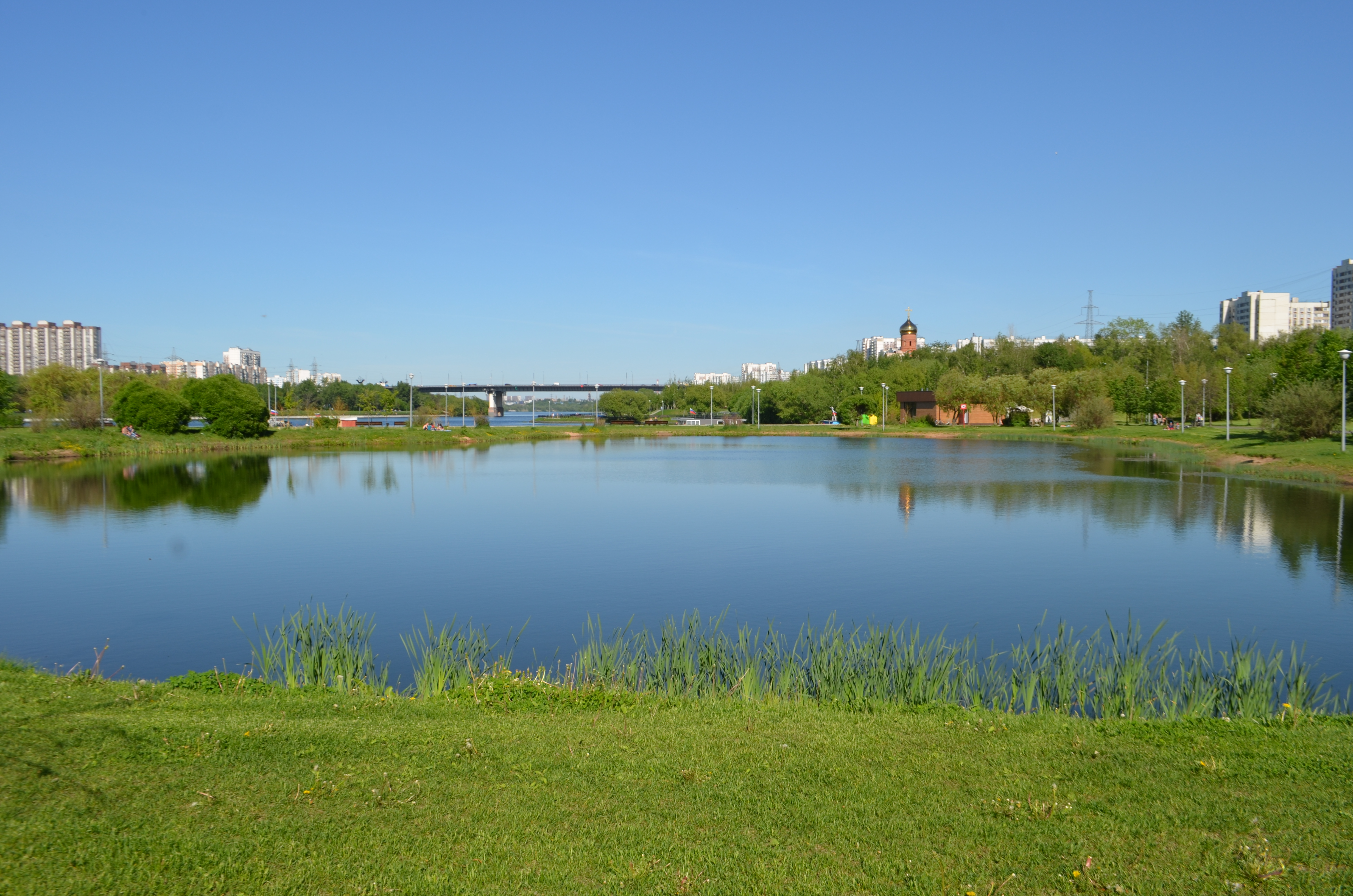
Озеро в парке (в братеевской части)